# Coudoux
 Coudoux  es una comuna y población de Francia, en la región de Provenza-Alpes-Costa Azul, departamento de Bocas del Ródano, en el distrito de Aix-en-Provence y cantón de Pélissanne.
Su población municipal en 2007 era de 3 352 habitantes. Su aglomeración urbana se limita a la propia comuna.
Está integrada en la Communauté d’agglomération du Pays d’Aix-en-Provence .
La comuna fue creada en 1950, a partir de Ventabren.

## Demografía
| ... | ... | ... | ... | ... | ... | ... | ... | ... | ... | ... | ... | ... | ... | ... | ... | ... | ... | ... | ... | ... | ... | ... | ... | ... | 457 | 579 | 880 | 1 042 | 2 228 | 2 360 | 2 868 | 3 352 |
| Para los censos de 1962 a 1999 la población legal corresponde a la población sin duplicidades (Fuente: INSEE [Consultar]) |     |     |     |     |     |     |     |     |     |     |     |     |     |     |     |     |     |     |     |     |     |     |     |     |     |     |     |       |       |       |       |       |